# Calophyllum oliganthum
Calophyllum oliganthum är en tvåhjärtbladig växtart som beskrevs av Merrill. Calophyllum oliganthum ingår i släktet Calophyllum och familjen Calophyllaceae. Inga underarter finns listade i Catalogue of Life.